# Warszawska Opera Kameralna
Warszawska Opera Kameralna (skracane jako WOK) – kameralny teatr operowy z siedzibą przy ul. Obrońców 31 w Warszawie. Organizatorem WOK jest samorząd województwa mazowieckiego
Instytucja posiada dwie sceny: Scena Teatr przy al. „Solidarności“ 76B (od 1986) oraz Scena Basen Artystyczny przy ul. Konopnickiej 6 (od 2019). 

## Opis
Została założona w 1961 przez Stefana Sutkowskiego, późniejszego wieloletniego dyrektora naczelnego i artystycznego, Joannę i Jana Kulmów, Zofię Wierchowicz, Andrzeja Sadowskiego i Juliusza Borzyma. Pierwszą premierą sceniczną tego zespołu była La serva padrona Giovanniego Battisty Pergolesiego, wykonana 4 lub 12 września 1961.
15 października 1986 Warszawska Opera Kameralna przeniosła się do własnego teatru przy obecnej al. „Solidarności” w budynku dawnego kościoła ewangelicko-reformowanego z 1775. Obiekt stanowił wcześniej siedzibę Studenckiego Teatru Satyryków STS.
Repertuar Warszawskiej Opery Kameralnej prezentuje dużą liczbę zróżnicowanych stylów muzycznych i form dzieł: od średniowiecznych misteriów, poprzez opery wczesnego i późnego baroku, opery klasyczne, XVIII-wieczne pantomimy, opery Rossiniego, Donizettiego, a także sceniczne dzieła współczesne.
Warszawska Opera Kameralna jest organizatorką dorocznego Festiwalu Mozartowskiego od jego powstania w 1991. Ma w repertuarze wszystkie dzieła sceniczne Wolfganga Amadeusa Mozarta. Organizuje również festiwal Gioacchina Rossiniego i Claudia Monteverdiego oraz Festiwal Oper Staropolskich. Mimo że specjalizuje się w muzyce dawnej, wystawiane są w niej również współczesne polskie dzieła.

## Szefowie zespołu

### Dyrektorzy naczelni
- Stefan Sutkowski (1961 – grudzień 2012)[6][7][8]
- p.o. dyrektora Jerzy Lach (grudzień 2012 – 30 września 2016)[9][8]
- p.o. dyrektora Alicja Węgorzewska-Whiskerd (1 października 2016 – 30 września 2017)[10]
- p.o. dyrektora Danuta Bodzek (1 października 2017 – 31 sierpnia 2018)[10]
- Alicja Węgorzewska-Whiskerd (1 września 2018 – 31 sierpnia 2021)[11]
- p.o. dyrektora Danuta Bodzek (1 września 2021 – 31 kwietnia 2022)[12]
- Alicja Węgorzewska-Whiskerd (od 1 maja 2022)[12]

### Dyrektorzy artystyczni
- Stefan Sutkowski (1961–grudzień 2012)[6][7][8]
- Ruben Silva (2013–2015)[13]
- Alicja Węgorzewska-Whiskerd (od 2 października 2017)[10]